# Siwe Stawki

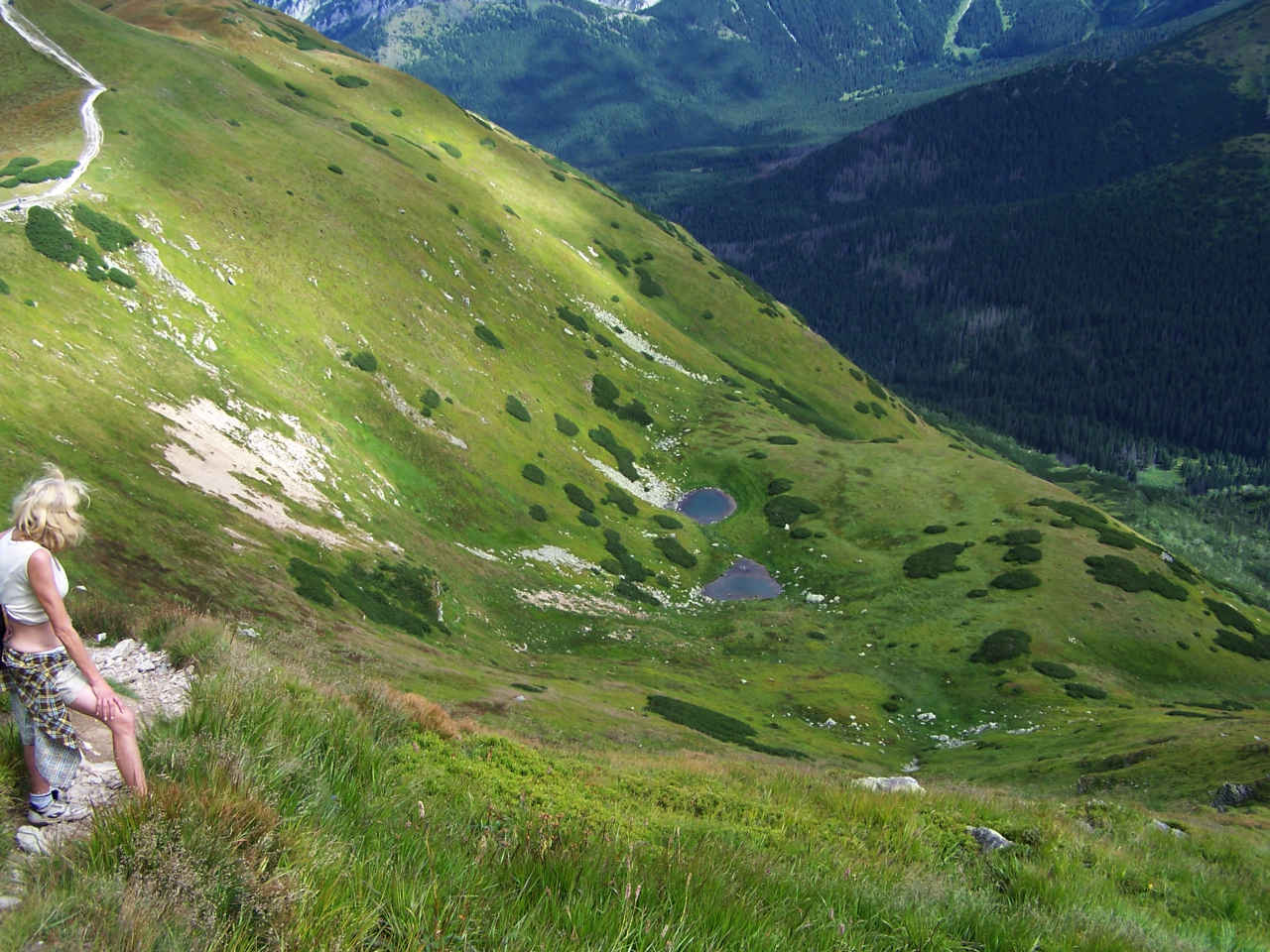
Blick vom Wanderweg

Die Siwe-Seen (pl. Siwe Stawki) in Polen sind Gletscherseen im Tal Pyszniańska (pl. Dolina Pyszniańska) in der Westtatra. Sie befinden sich in der Gemeinde Kościelisko. In der Nähe der Seen befindet sich die Ornak-Hütte. 

## Belege
- Zofia Radwańska-Paryska, Witold Henryk Paryski, Wielka encyklopedia tatrzańska, Poronin, Wyd. Górskie, 2004, ISBN 83-7104-009-1.
- Tatry Wysokie słowackie i polskie. Mapa turystyczna 1:25.000, Warszawa, 2005/06, Polkart ISBN 83-87873-26-8.